# Santa Eulària des Riu
Santa Eulària des Riu (španělsky Santa Eulalia del Río) je město na jihovýchodním pobřeží španělského ostrova Ibiza. K roku 2014 zde žilo 36 189 obyvatel. Jde o třetí největší město ostrova a do moře zde ústí jediná ostrovní řeka. Město leží patnáct kilometrů severovýchodně od správního města ostrova Ibiza. Západně od centra města se na kopci nazvaném Puig de Missa ve výšce 52 m n. m. nachází kostel zasvěcený svaté Eulalii.